# John B. Taylor
John B. Taylor, né le 8 décembre 1946 à Yonkers (État de New York), est un économiste américain, professeur à l'université Stanford.
Économiste réputé, il est connu pour la règle de Taylor, les contrats de Taylor qu’il a énoncée[pas clair].
Il a été sous-secrétaire aux affaires internationales, au sein du département du Trésor des États-Unis, sous le gouvernement de George Bush père. Il a été membre du Council of Economic Advisers sous les présidents George Bush père et Gerald Ford.
Il était largement pressenti pour devenir le successeur de Janet Yellen à la présidence de la FED, mais Donald Trump lui a finalement préféré Jerome Powell.